# Halifax, North Carolina
Halifax är en kommun (town) i den amerikanska delstaten North Carolina med en yta av 1,2 km² och en folkmängd, som uppgår till 344 invånare (2000). Halifax är administrativ huvudort i Halifax County, North Carolina.

## Kända personer från Halifax
- John Branch, politiker